# Anapistula ataecina
Anapistula ataecina — вид павуків родини симфітогнатових (Symphytognathidae).

## Назва
Вид названо на честь Атеціни — античної піренейської богині весни.

## Поширення
Ендемік Португалії. Печерний вид. Виявлений у 4 печерах (Gruta do Fumo, Gruta do Coelho, Gruta da Utopia, Gruta da Furada) у природному парку Аррабіда у муніципалітеті Сезімбра.

## Опис
Один з найменших видів павуків. Розмір жіночого голотипу становить 0,52 мм. Самиці мають розміри від 0,43 до 0,57 мм.